# Добчице
Добчице (пол. Dobczyce)  —  город  в Польше, входит в Малопольское воеводство,  Мысленицкий повят.  Имеет статус городско-сельской гмины. Занимает площадь 12,97 км². Население — 18828 (вся гмина) человек (на 2004 год).

## Достопримечательности
- Замок Добчице

## Известные уроженцы
- Герман, Людомил (1851—1920)  — польский драматург, либреттист, литературный критик, переводчик, политический и общественный деятель.

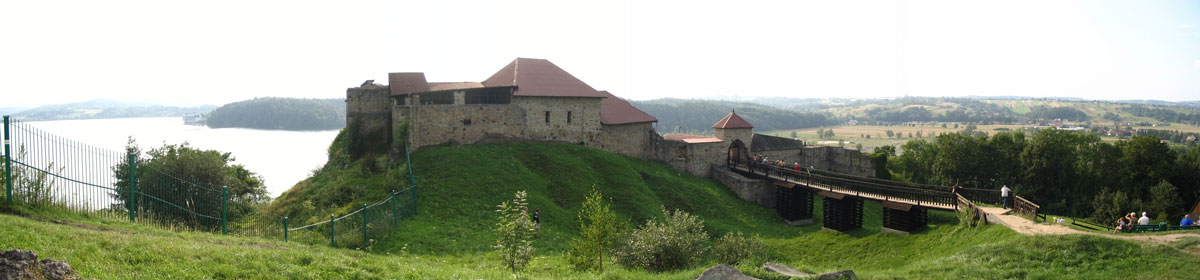
Добчице — панорама.